# Кодекс Скварчалупи
Кодекс Скварчалу́пи (англ. Squarcialupi Codex; Флоренция, Biblioteca Medicea Laurenziana, MS Mediceo Palatino 87) — иллюминированная рукопись, созданная во Флоренции в начале XV века. Она названа в честь известного органиста Антонио Скварчалупи, которому она принадлежала. Содержит светскую музыку итальянского треченто (см. Ars nova).

## Описание

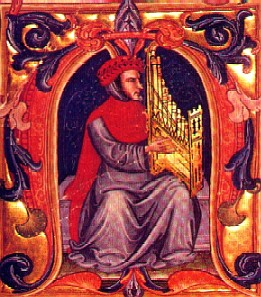
Иллюстрация из Кодекса Скварчалупи, изображающая Франческо Ландини, играющего на переносном органе

Кодекс состоит из 226 богато иллюстрированных листов, находящихся в отличном состоянии сохранности, что позволило собрать обширную коллекцию музыкальных произведений того периода.
В кодексе содержится 146 произведений разных авторов, среди них: Франческо Ландини, 37 — Бартолино Падуанский, 36 — Никколо Перуджийский, 29 — Андреа Флорентийский, 28 — Якопо Болонский, 17 — Лоренцо Флорентийский, 16 — Герарделло Флорентийский, 17 — Донато да Каша, Донато Флорентийский), 12 — Джованни Флорентийский, 6 — Винченцо да Римини, а также небольшие произведения других композиторов. Кроме того, в кодексе присутствуют 16 пустых листов, которые, судя по их заголовкам, должны были содержать музыку Паоло Флорентийского. Ученые практически единодушно интерпретируют это как свидетельство того, что работы Паоло либо еще не были готовы к моменту составления рукописи, либо что сам композитор в то время находился вдали от Флоренции.
Рукопись была создана, почти наверняка, во Флоренции в монастыре Санта-Мария-дельи-Анджели, вероятно, между 1410 и 1415 годами. Паоло Флорентийский мог участвовать в надзоре за составлением рукописи, хотя прямых доказательств этому нет, и отсутствие его произведений остается загадкой для музыковедов. Рукопись принадлежала органисту Антонио Скуарчалупи в середине XV века, затем перешла к его племяннику, а позже — к семье Медичи, которая включила её в Палатинскую библиотеку в начале XVI века. В конце XVIII века, во время реорганизации печатных и рукописных материалов во флорентийских библиотеках, она в итоге попала в Библиотеку Медичи Лауренциана (шифр Palatino 87).
На первом листе кодекса содержится следующая надпись: «Эта книга принадлежит Антонио ди Бартоломео Скварчалупи, органисту Санта-Мария-дель-Фьоре». Иллюстрации выполнены в золотых, красных, синих и пурпурных тонах.
Все композиции в кодексе являются светскими произведениями: баллады, мадригалы и каччи; всего их 353, и они охватывают период с 1340 по 1415 год.
Еще одной коллекцией музыкальных произведений того периода является Кодекс Росси, составленный между 1350 и 1370 годами, который содержит средневековую музыку.